# Kaichi Uchida
Kaichi Uchida (内田 海智 Uchida Kaichi?, 23 de agosto de 1994) es un tenista japonés. Tiene el puesto más alto en el ranking ATP de individuales en su carrera, el número 147, alcanzado el 8 de mayo de 2023. También posee el ranking ATP de dobles más alto de su carrera, el puesto número 159, alcanzado el 28 de noviembre de 2022.

## Carrera

### 2021: Primer título de Challenger
Ganó su primer título individual ATP Challenger Tour en diciembre de 2021 en Río de Janeiro, Brasil, donde derrotó a Nicolás Álvarez Varona de España.

### 2022: Debut ATP y primera victoria
Hizo su debut ATP en el Abierto de Los Cabos 2022 como clasificado. Tras recibir una wildcard, registró su primera victoria en un partido del cuadro principal ATP en el Korea Open al derrotar al wildcard Hong Seong-chan.

### 2023: Debut en el Top 150
Llegó al top 150 el 24 de abril de 2023.

## Representación Nacional

### Copa Davis
En marzo de 2021, hizo su debut en la Copa Davis, donde representó al equipo de Japón en canchas de césped contra el equipo de Pakistán. Ganó el único partido que disputó, en individuales, contra Aisam Qureshi en sets seguidos por 6-4, 7-6 (7-4). Debía jugar un partido individual adicional, pero resultó en una decisión fallida, ya que el resultado del partido no habría cambiado el resultado de la eliminatoria.